# Hormona tròfica
Hormona tròfica és una hormona que té un efecte en el creixement, hiperplàsia or hipertròfia, del teixit estimulant-lo.
Un exemple clau és la hormona estimulant del tiroide, el seu excés pot provocar el goll.
Les hormones tròfiques de la pituïtària anterior inclouen:
- TSH o tirotropina – estimula la glàndula tiroide.
- Hormona adrenocorticotròpica (ACTH o corticotropina) – estimula el còrtex adrenal.
- Gastrina causa hiperplàsia i tumors cancerosos.